# 乾燥農業

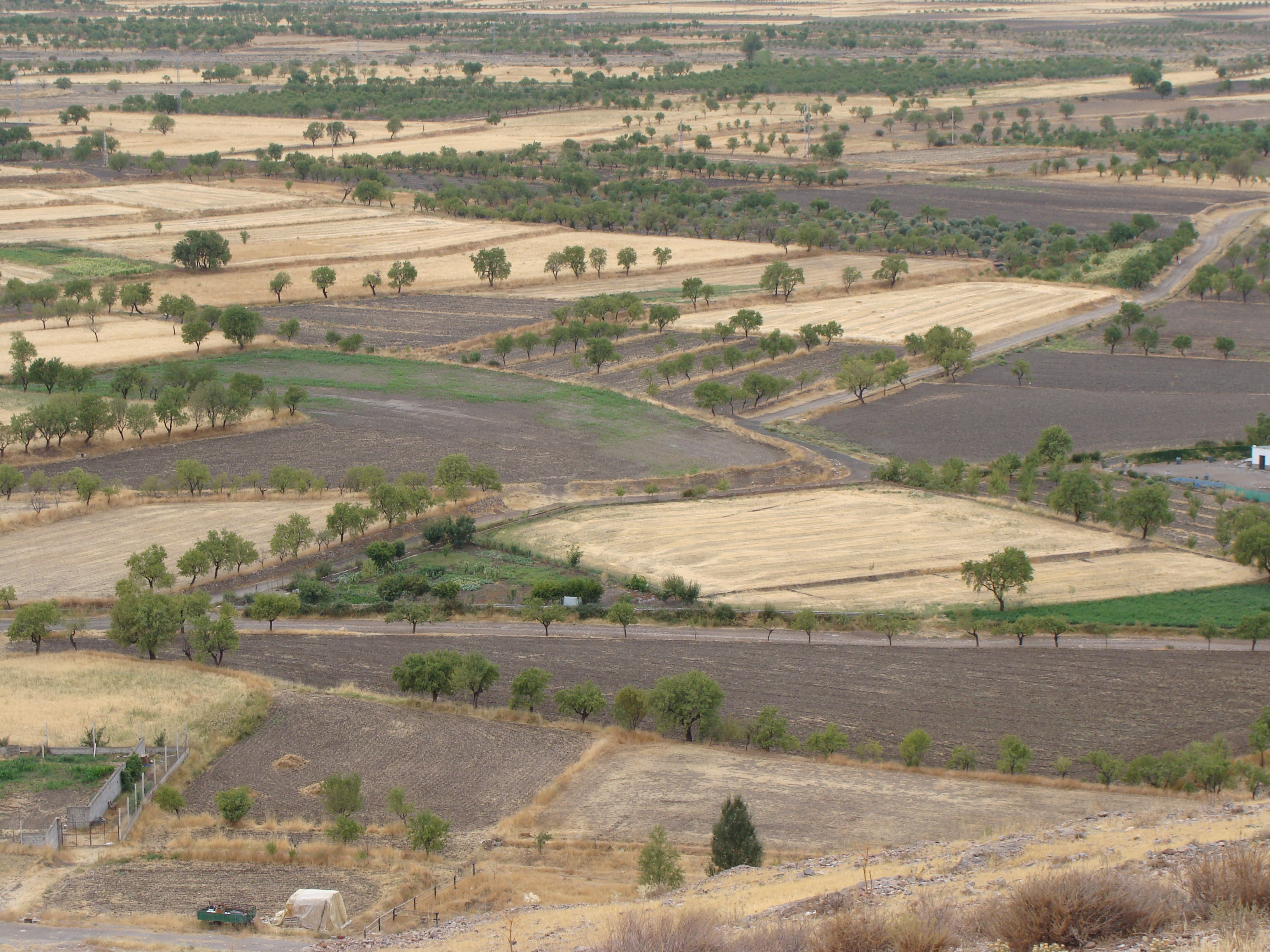
乾燥農業による畑（スペイン）

乾燥農業（かんそうのうぎょう）とは、灌漑を行わず、雨などの自然の降水（天水）のみで水分を供給して営む農業のこと。乾地農業（かんちのうぎょう）とも。

## 概要
古代から行われている農法であるが、家畜利用条播や除草中耕技術・土壌撹擾層（マルチ層）形成技術・施肥技術などを組み合わせた輪作体系の確立によって成り立つ農法であり、一概に原始的とは言えない。森林の減少と耕作の継続によって乾燥化と有機質の減少、保水能力の低下が進んだ土地において行われる場合が多い。
古代中国の春秋戦国時代には一定の技術水準に達していたとされている。『論語』微子篇には「耰（ゆう）」と呼ばれる作業が登場する。これは、土を耕した後に掘り返した土を直ちに粉々に砕いて種にかけるという作業である。これは、儒教が勃興した中国北部の乾燥地では土を掘り起こしても乾燥によってすぐに固まってしまうためにそれを防ぐために行われるものであった。また、モンスーンによって降水が一番多い夏に農耕を行うために粟のちには稲が主食として栽培されるようになった。時代が下るにつれて土をより深く細かく耕すための農耕具の改良は進められたものの、夏には主食以外の雑草も大量に生育するため、これを排除するための多くの手作業を必要とした。雑草の問題については、灌漑農業が広く行われていた中国南部や他の周辺地域でも同様であり、東アジアの農業における労働集約性に影響を与えた。
これに対してヨーロッパでは、古代ギリシアにおいて初期的なものが行われていたものの、本格的なものはノーフォーク農法が確立された18世紀以後のことになる。